# Токсичность

Череп и скрещенные кости является общим знаком для токсичности, а также опасности вообще

Токси́чность (от лат. toxicus — «ядовитый»), или ядови́тость, — токсикометрический показатель, вычисляемый как величина, обратная абсолютному значению среднесмертельной дозы (l/DL50) или концентрации (1/CL50) ядовитого вещества. Иначе её можно определить как способность некоторых химических веществ (пары и соединения свинца, ртути, кадмия, циановодород, диоксины, пестициды, радионуклиды) или биологических веществ (токсинов) нарушать нормальные физиологические функции организма человека, животных и растений, вызывая отравление (интоксикацию) или, при тяжёлых поражениях, смерть.

## Показатели токсичности
Токсичность веществ оценивается с помощью экспериментальных или ретроспективных данных. Нередко для оценки токсичности используют показатель LD50.
Основная характеристика токсичности вещества — токсическая доза. Обычно это отношение количества вещества, вызывающего токсический эффект, к единице массы или единице площади поверхности тела поражаемого организма.
По токсичности для теплокровных животных яды делятся на 4 группы по массе действующего вещества на 1 кг массы живого организма:
1. Чрезвычайно токсичные — средняя смертельная доза менее 15 мг/кг.
2. Высокотоксичные — средняя смертельная доза 15—150 мг/кг.
3. Умеренно-токсичные — средняя смертельная доза 151—1500 мг/кг.
4. Малотоксичные — средняя смертельная доза более 1500 мг/кг.